# APU/Citrus College (Metro de Los Ángeles)
APU/Citrus College es una estación en la línea A del Metro de Los Ángeles y es administrada por la Autoridad de Transporte Metropolitano del Condado de Los Ángeles. La estación se encuentra localizada en Azusa, California. Es el actual terminus este de la línea A. Se encuentra al lado del colegio Citrus College y la Universidad Pacific.

## Servicios
- Foothill Transit: 188, 281, 284, 488, 690